# Томас Вілмер Дьюїнґ
Томас Вілмер Дьюїнґ (англ. Thomas Wilmer Dewing; 4 травня 1851, Бостон — 5 листопада 1938, Нью-Йорк) — американський художник-тоналіст, один із засновників мистецького товариства «Десять американських художників».

## Біографія
Народився 4 травня 1851 року в Бостоні, штат Массачусетс.
Після школи вчився літографії. Потім навчався в паризькій Академії Жуліана у Гюстава Буланже і Жюля Лефевра. Після повернення до Сполучених Штатів в 1878 році зупинився в Бостоні. У 1880 році Томас переїхав до Нью-Йорку, де познайомився і одружився з художницею Марією Окі. У 1881 році він почав викладати в нью-йоркській художній школі Ліга студентів-художників Нью-Йорка. З 1885 по 1905 роки разом з дружиною проводили літо в художній колонії містечка Корніш в Нью-Гемпширі.
У 1888 році Томас Дьюїнґ був обраний в Національну академію дизайну. У 1898 році він став одним із засновників групи з десяти американських художників, які відокремилися від Товариства американських художників в 1897 році. У 1899 році Дьюїнґ вступив до Товариства художників-пейзажистів (англ. Society of Landscape Painters), яке було засноване в цьому ж році. В ньому він працював з іншими художниками-тоналістами.
Перестав писати після 1920 року і останні роки життя провів в своєму будинку в Корніші, Нью-Гемпшир. Помер 5 листопада 1938 року в Нью-Йорку. Похований на кладовищі Mount Auburn Cemetery міста Кембридж, Массачусетс.
Був одружений з художницею Марією Окі Дьюїнґ, у них був син, який помер в дитинстві, і донька Елізабет, яка народилася в 1885 році.

## Твори
Праці Дьюїнґа знаходяться в багатьох музеях, зокрема в художньому музеї Смітсонівського інституту, а також у приватних колекціях Джона Ґеллатлі (англ. John Gellatly), Чарльза Фріра і інших колекціонерів.

Деякі праці
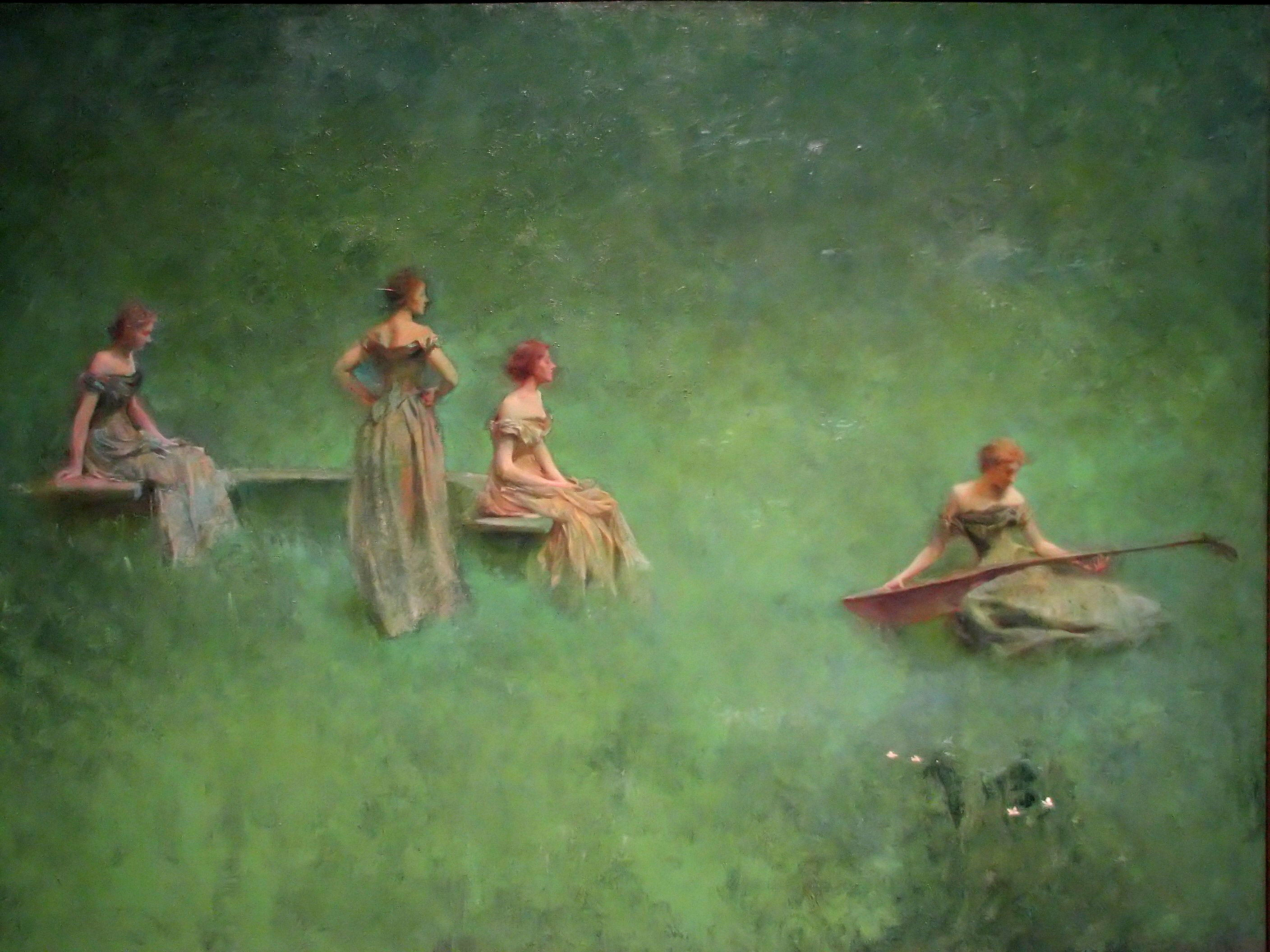
Лютня. 1895
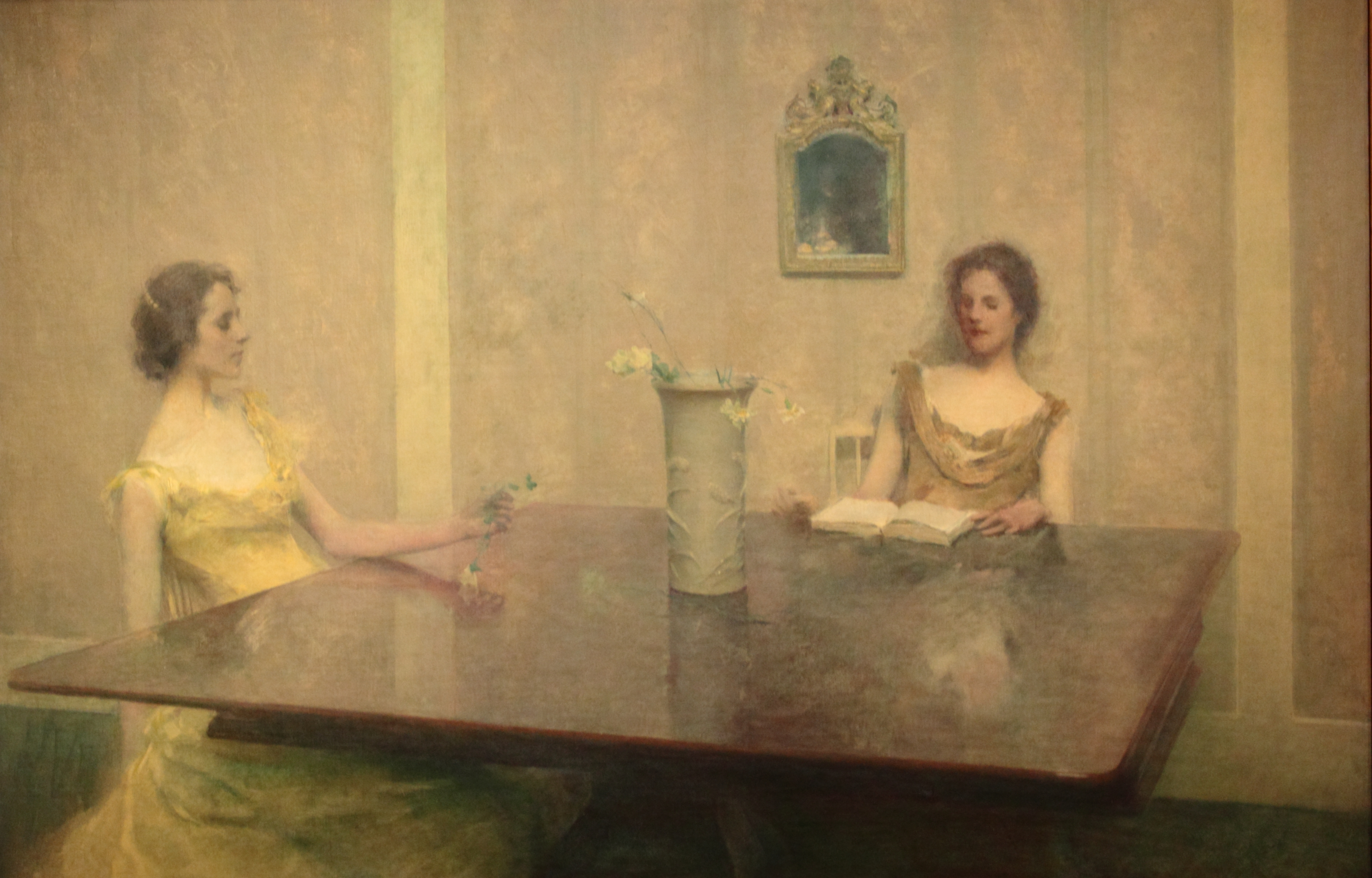
Читання. 1897
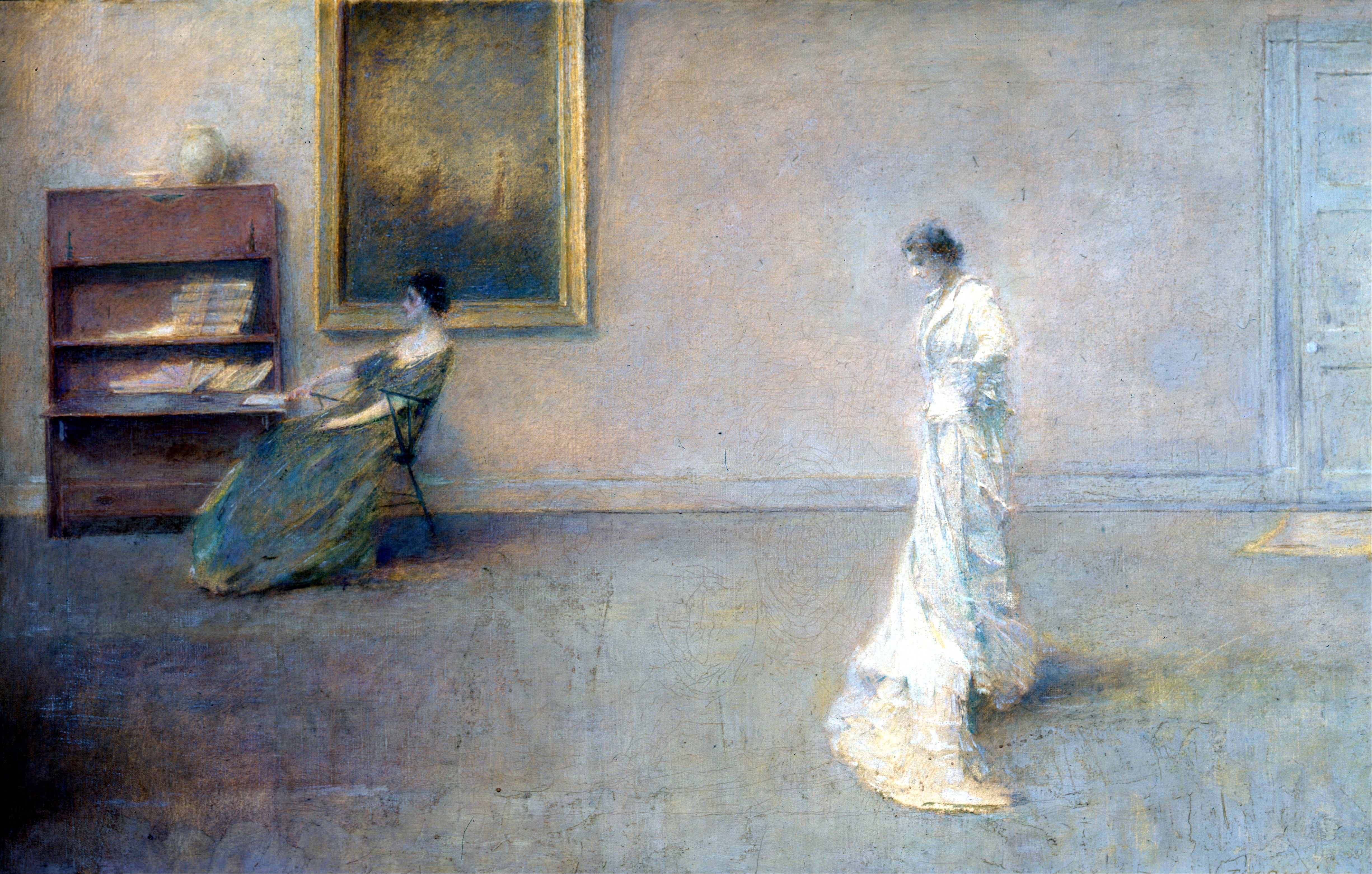
Біла сукня. 1901